# Жан Проново
Жан Жозеф Деніс Проново (фр. Jean Joseph Denis Pronovost; нар. 18 грудня 1945, Шавініган) — канадський хокеїст, що грав на позиції крайнього нападника. Грав за збірну команду Канади. Три рідні брати Жана, Андре, Марсель та Клод також хокеїсти.
Провів понад тисячу матчів у Національній хокейній лізі.

## Ігрова кар'єра
Хокейну кар'єру розпочав 1964 року в ОХА.
Протягом професійної клубної ігрової кар'єри, що тривала 17 років, захищав кольори команд «Піттсбург Пінгвінс», «Атланта Флеймс», «Вашингтон Кепіталс», «Герші Берс» та «Оклахома Сіті Блейзерс».
Загалом провів 1033 матчі в НХЛ, включаючи 35 ігор плей-оф Кубка Стенлі.
Виступав за збірну Канади.

## Тренерська робота
Тренував клуби ГЮХЛК з 1994 по 2001, відзначений призом Ліги, як найкращий тренер (1996).

## Нагороди та досягнення
- Чемпіон ЦПХЛ — 1967.
- Учасник матчу усіх зірок НХЛ — 1975, 1976, 1977, 1978.
- Трофей Рона Лапуанта (ГЮХЛК найкращий тренер сезону) — 1996.

## Статистика
| Сезон        | Клуб                     | Ліга         | Регулярний сезон | Регулярний сезон | Регулярний сезон | Регулярний сезон | Регулярний сезон | Плей-оф | Плей-оф | Плей-оф | Плей-оф | Плей-оф |
| Сезон        | Клуб                     | Ліга         | І                | Г                | П                | О                | ШХ               | І       | Г       | П       | О       | ШХ      |
| ------------ | ------------------------ | ------------ | ---------------- | ---------------- | ---------------- | ---------------- | ---------------- | ------- | ------- | ------- | ------- | ------- |
| 1964–65      | «Ніагара Фоллс Флаєрс»   | ОХА          | 54               | 30               | 40               | 70               | 0                | —       | —       | —       | —       | —       |
| 1965–66      | «Ніагара Фоллс Флаєрс»   | ОХА          | 48               | 18               | 34               | 52               | 47               | —       | —       | —       | —       | —       |
| 1966–67      | «Оклахома Сіті Блейзерс» | ЦПХЛ         | 68               | 21               | 24               | 45               | 81               | 11      | 5       | 2       | 7       | 12      |
| 1967–68      | «Оклахома Сіті Блейзерс» | ЦПХЛ         | 49               | 25               | 25               | 50               | 41               | 7       | 3       | 4       | 7       | 6       |
| 1968–69      | «Піттсбург Пінгвінс»     | НХЛ          | 76               | 16               | 25               | 41               | 41               | —       | —       | —       | —       | —       |
| 1969–70      | «Піттсбург Пінгвінс»     | НХЛ          | 72               | 20               | 21               | 41               | 45               | 10      | 3       | 4       | 7       | 2       |
| 1970–71      | «Піттсбург Пінгвінс»     | НХЛ          | 78               | 21               | 24               | 45               | 35               | —       | —       | —       | —       | —       |
| 1971–72      | «Піттсбург Пінгвінс»     | НХЛ          | 68               | 30               | 23               | 53               | 12               | 4       | 1       | 1       | 2       | 0       |
| 1972–73      | «Піттсбург Пінгвінс»     | НХЛ          | 66               | 21               | 22               | 43               | 16               | —       | —       | —       | —       | —       |
| 1973–74      | «Піттсбург Пінгвінс»     | НХЛ          | 77               | 40               | 32               | 72               | 22               | —       | —       | —       | —       | —       |
| 1974–75      | «Піттсбург Пінгвінс»     | НХЛ          | 78               | 43               | 32               | 75               | 37               | 9       | 3       | 3       | 6       | 6       |
| 1975–76      | «Піттсбург Пінгвінс»     | НХЛ          | 80               | 52               | 52               | 104              | 24               | 3       | 0       | 0       | 0       | 2       |
| 1976–77      | «Піттсбург Пінгвінс»     | НХЛ          | 79               | 33               | 31               | 64               | 24               | 3       | 2       | 1       | 3       | 2       |
| 1977–78      | «Піттсбург Пінгвінс»     | НХЛ          | 79               | 40               | 25               | 65               | 50               | —       | —       | —       | —       | —       |
| 1978–79      | «Атланта Флеймс»         | НХЛ          | 75               | 28               | 39               | 67               | 30               | 2       | 2       | 0       | 2       | 0       |
| 1979–80      | «Атланта Флеймс»         | НХЛ          | 80               | 24               | 19               | 43               | 12               | 4       | 0       | 0       | 0       | 2       |
| 1980–81      | «Вашингтон Кепіталс»     | НХЛ          | 80               | 22               | 36               | 58               | 61               | —       | —       | —       | —       | —       |
| 1981–82      | «Герші Берс»             | АХЛ          | 64               | 35               | 31               | 66               | 18               | 5       | 1       | 1       | 2       | 0       |
| 1981–82      | «Вашингтон Кепіталс»     | НХЛ          | 10               | 1                | 2                | 3                | 4                | —       | —       | —       | —       | —       |
| Усього в НХЛ | Усього в НХЛ             | Усього в НХЛ | 998              | 391              | 383              | 774              | 413              | 35      | 11      | 9       | 20      | 14      |